# Low Ki
Brandon Silvestry (Brooklyn, 6 settembre 1979) è un wrestler statunitense, meglio conosciuto con il ring name Low-Ki.
È stato sotto contratto con la Total Nonstop Action Wrestling, dove ha detenuto per cinque volte il TNA X Division Championship, nella quale ha lottato in differenti periodi. Ha combattuto anche con i nomi Senshi, in un precedente stint in TNA, e Kaval, durante il periodo in Florida Championship Wrestling prima e in WWE poi.
È stato uno dei primi lottatori a far parte della X Division, di cui è stato uno dei principali esponenti assieme ad AJ Styles e Jerry Lynn. Ha vinto la seconda edizione di WWE NXT ed è stato il primo ROH World Champion.
Molto proficua è stata anche la sua carriera in Giappone, dove tra l'altro ha vinto per ben tre volte l'IWGP Junior Heavyweight Championship con la New Japan Pro-Wrestling.

## Carriera

### Inizi
Silvestry inizia a lottare sul finire del 1998, usando il ring name di Low Ki. Lotta principalmente nella Jersey All Pro Wrestling, sfidando anche Homicide e Kane D per il JAPW Tag Team Championship. L'anno seguente, cerca varie volte di conquistare il JAPW Light Heavyweight Championship, ma vince il Best of the Lightheavyweights tournament sconfiggendo Crazy Ivan e Judas Young.
Nel 2000, inizia a fare qualche apparizione nella World Wrestling Federation, a Metal e Jakked, gli show secondari dove lotta contro Raven, Crash Holly, Christian ed Essa Ríos. L'anno seguente, arriva in finale nell'APW King of the Indies Tournament, perdendo la finale contro American Dragon. Conquista poi il JAPW Heavyweight Championship e il JAPW Light Heavyweight Championship, perdendoli entrambi in un Triple Treath Match in favore di Homicide, che includeva anche Xavier.

### Ring of Honor (2002-2006)
Low Ki fa il suo debutto per la Ring of Honor, nel suo primo show, The Era of Honor Begins, il 23 febbraio, vincendo un Triple Treath Match nel main event contro Bryan Danielson e Christopher Daniels. Il 27 luglio 2002, a Crowning a Champion, sconfigge Daniels, Brian Kendrick e Doug Williams in un Fatal 4-Way Ironman Match, conquistando il ROH World Championship, così diventando il primo campione della ROH. Difende il titolo contro AJ Styles, salvo perderlo contro Xavier a Unscripted il 21 settembre. Low Ki sfida poi Samoa Joe a Fight Without Honor il 5 ottobre in un match che è stato caratterizzato da uno stile di lotta come nelle MMA dove Low Ki riesce a vincere. Lascia la promotion in seguito al Feinstein incident, ma vi fa il suo ritorno il 17 luglio 2004, durante un match tra i Briscoe Brothers e Samoa Joe dove sembrasse volesse aiutare Samoa Joe, ma invece si aggrega alla stable di Nelson Erazo, i Rottweilers, tutto questo perché Joe era il Campione della ROH ed il suo obiettivo era la cintura.
Il 6 novembre 2004, inizia una faida con Bryan Danielson, che era suo tag team partner nell'occasione durante il match contro Samoa Joe e Jushin Liger. Ki e Danielson perdono il match. Low Ki incolpa il compagno di squadra per la sconfitta, allora i Rottweilers infieriscono sull'American Dragon. Il 4 dicembre, Danielson sconfigge Nelson Erazo, mentre Low Ki lotta contro Austin Aries, in un match che avrebbe decretato il primo sfidante al titolo ROH detenuto da Samoa Joe, il match termina in un pareggio l'arbitro aumenta il tempo limite del match ma Low Ki si rifiuta di combattere. Come conseguenza, Aries viene dichiarato vincitore. Low Ki viene così, sospeso a tempo indeterminato.
Fa il suo ritorno il 7 maggio 2005, attaccando Jay Lethal e Samoa Joe insieme a Nelson Erazo, Julius Smokes, Monsta Mack e Rocky Romero. Low Ki e Nelson Erazo sconfiggono poi Joe e Lethal, infortunando quest'ultimo con una mossa combinata. A Death Before Dishonor III, Low Ki contro Jay Lethal finisce in No Contest. Il 12 agosto, ancora No Contest a causa dell'interferenza dei Rotweillers. Il 17 settembre, a Glory By Honor IV, in un "Fight Without Honor", Low Ki sconfigge Lethal. Nel rematch nello stesso evento, Lethal vince, chiudendo la rivalità in pareggio. Low Ki aiuterà poi Nelson Erazo nel suo feud contro Colt Cabana. Il 17 dicembre 2005, a Final Battle, lotta contro KENTA per il GHC Junior Heavyweight Championship, in un match atteso da moltissimi fans per il loro stile simile di lotta e soprattutto per l'offensiva basata sui calci. Low Ki viene sconfitto. Lascia la ROH nel 2006, a causa di alcuni problemi con la dirigenza. Nel suo ultimo match, batterà però Jack Evans.

### Total Nonstop Action Wrestling (2004-2007, 2011, 2014-2015)
La prima apparizione di Low Ki nella Total Nonstop Action Wrestling è stata nel primo show, il 19 giugno 2002, quando combatte nel primo match della storia della X Division ed insieme ad AJ Styles e Jerry Lynn sconfigge i Flying Elvises. Il 26 giugno, partecipa al primo match titolato della storia della X Division ma non riesce a conquistare il TNA X Division Championship, perdendo contro Styles. Il 7 agosto però, riesce a conquistare il titolo, salvo perderlo tre settimane dopo contro Jerry Lynn. Successivamente, forma i Triple X insieme a Elix Skipper e Christopher Daniels, arrivando a conquistare per due volte l'NWA World Tag Team Championship, titolo detenuto con la Freebird Rule, che permetteva al trio di difendere i titoli con la combinazione che più li aggradava. Esattamente vince il primo titolo lottando assieme ad Elix Skipper al PPV NWA TNA numero 28 del 22 gennaio del 2003 contro gli AMW (James Storm e Chris Harris). Quando Daniels vince l'X Division Title, Low Ki viene forzato ad uscire alla fazione e inizia una faida con quest'ultimo, perdendola però. Lascia la TNA nel luglio 2004.
A Lockdown, l'avversario misterioso di Christopher Daniels si rivela essere proprio Low Ki, che adotta il nuovo ring name di Senshi, che significa guerriero nella lingua Giapponese. Dopo questo match, annuncia di essere interessato a sconfiggere l'imbattuto X Division Champion Samoa Joe. Sconfigge poi Alex Shelley, Jay Lethal, Petey Williams, Shark Boy e Sonjay Dutt, diventando primo sfidante al titolo di Joe. 
Senshi il 22 giugno 2006, conquista il TNA X Division Championship per la seconda volta, dopo aver schienato Sonjay Dutt in un Triple Treath che includeva anche il campione Joe. 
Rimane campione per sei mesi, battendo nei PPV in sequenza :Kazarian a TNA Victory Road '06 di luglio, in un triple threat match Jay Lethal e Petey Williams nel PPV TNA Hard Justice '06 ad agosto, e Chris Sabin a TNA No Surrender '06 del 24 settembre.
Il regno si interrompe perdendo il titolo a TNA Bound for Glory proprio contro Chris Sabin.
Senshi inizia poi una rivalità con Austin Starr. Lo batte sia nel PPV TNA Against All Odds '07 che a TNA Destination X ed infine anche a Lockdown dove si affrontano in un Six Sides of Steel Match.
Al PPV Slammyversary, fa squadra con Rhino, battendo i Latin American Xchange. 
A Victory Road, compete in un 10-Man Ultimate X Match, non riuscendo a vincere. Dopo il match, si riformano i Triple X con il ritornato Skipper. Il 19 luglio 2007, vincono il loro match di riunione contro Serotonin. I Triple X sfidano Jay Lethal & Sonjay Dutt e i Motor City Machine Guns a Hard Justice, perdendo il match. A Bound for Glory, sfidano i Latin American Xchange in un Ultimate X Match, perdendo. Nel dicembre 2007, rifiuta di rinnovare il contratto e dopo aver partecipato alla creazione del nuovo videogioco della federazione nel 2008, lascia la TNA.
Il 27 giugno 2011 , Low-Ki torna in TNA nei tapings di Impact del 30 giugno sconfiggendo Jimmy Yang e Matt Bentley, guadagnandosi un'opportunità di partecipare al four way match a Destination X con in palio un contratto della TNA. A Destination X, perde il match che viene vinto da Austin Aries.
Il 25 giugno 2014 ritorna nella Total Nonstop Action per le registrazioni degli episodi all interno del Grand Ballroom del Manhattan Center . Riesordisce battendo DJ Z con una Ki Krusher.
A TNA Destination X batte Manik e DJ Z in un match di qualificazione per l'assegnazione del titolo della X Division .In Finale incontra Sanada e Samoa Joe.
Nella prima puntata del 2015 perde il titolo X-Division contro Austin Aries. Poi a fine puntata effettua un heel turn interferendo nel main event tra Bobby Roode e Lashley aiutando quest'ultimo a vincere ed entra a far parte di una nuova stable capitanata da MVP.

### Giappone (2002-2009, 2011-2013)

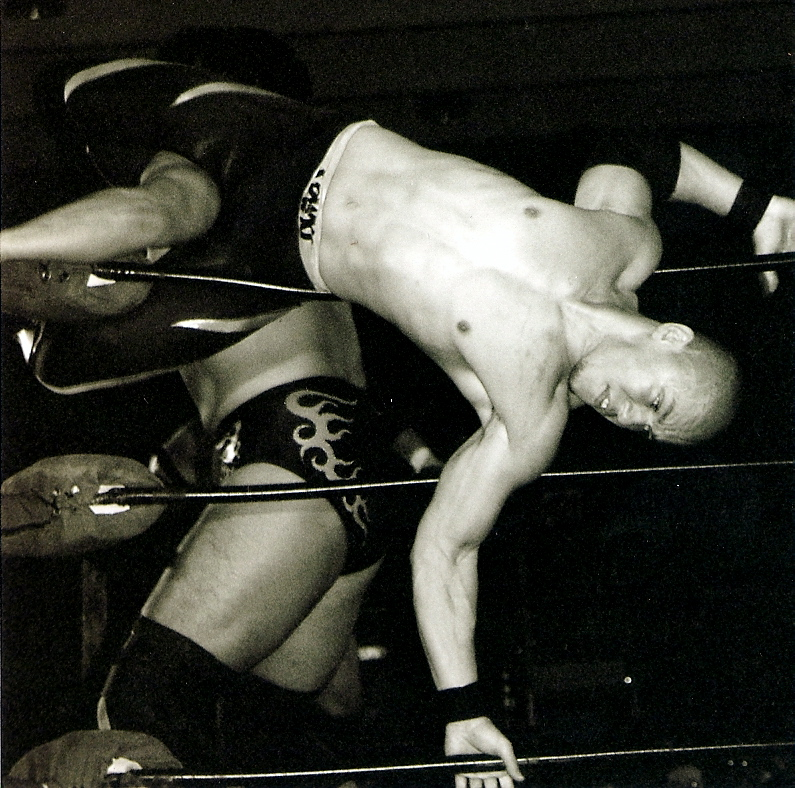
Low Ki lotta contro Kenta Kobashi.

Low Ki partecipa al suo primo tour in Giappone nel 2002, con la Pro Wrestling ZERO1. Il 16 settembre, sconfigge Brian Kendrick, vincendo l'International Junior Heavyweight Championship. Mantiene il titolo fino al 31 agosto 2003, quando lo perde contro Wataru Sakata. Durante il 2003 partecipa a diversi eventi della All Japan Pro Wrestling . Lascia poi la ZERO1 per trasferirsi a metà 2004, nella Pro Wrestling NOAH, dove riceve immediatamente una title shot al GHC Junior Heavyweight Championship di Yoshinobu Kanemaru, non riuscendo però a vincere. Rappresenta anche la NOAH nella MXW Pro Wrestling's Gaijin Battle Series. Successivamente, passa alla New Japan Pro-Wrestling, unendosi alla stable RISE di Shinsuke Nakamura, sostituendo l'infortunato Milano Collection A.T. Dopo aver subito un infortunio al ginocchio, ritorna ed effettua il Turn Heel, alleandosi con un'altra stable, la Great Bash Heel (GBH).
Conquista l'IWGP Junior Heavyweight Championship, battendo Tiger Mask IV il 21 settembre 2008 in un evento del Circuit 2008 New Japan Generation tour .
Perde il 4 gennaio 2009 a Wrestle Kingdom 3 , sempre contro Tiger Mask IV. Dopo qualche altra apparizione, Low Ki lotta anche per la Hustle.
Il 13 maggio 2011 torna in NJPW nell'evento Invasion Tour 2011 partecipando in un tag team match insieme a Nelson Erazo battendo Jushin Liger and Tiger Mask IV.Il giorno seguente combatte contro Prince Devitt per il IWGP Junior Heavyweight Championship ma perde.
Al terzo giorno del tour combatte in un altro tag team match valevole per il IWGP Junior Heavyweight Tag Team Championship perdendo contro Prince Devitt e Ryusuke Tagushi.
Il 2 aprile 2012 torna in NJPW e si allea alla stable Chaos partecipando ad un eight man tag team match (4 contro 4) insieme a Gedo Jado Rocky Romero contro Prince Devitt, Jushin Liger, Ryusuke Taguchi e Tiger Mask IV;Low Ki ha il pin vincente su Prince Devitt che era IWGP Junior Heavyweight Champion.
Durante il Wrestling Dontaku del 2012 precisamente il 3 maggio lotta contro Prince Devitt con in palio l'IWGP Junior Heavyweight Championship e si laurea campione per la seconda volta.
Al 27 maggio 2012 entra nel Best of Super Junior Heavyweight Tournament durante il torneo in modalità round-robin vince 8 match su 8 primo nel girone e passa alle semifinali. Batte Prince Devitt in semifinale ma perde in finale contro Ryusuke Taguchi.
A Dominion sconfigge lo sfidante Ryusuke Taguchi confermandosi campione IWGP Jr Heavyweight 
Il 29 luglio perde il titolo contro Kōta Ibushi nella sua seconda difesa del titolo.
All 8 ottobre riconquista il titolo battendo Ibushi nell evento King of Pro-Wrestling.
Al 21 ottobre partecipa assieme a Brian Kendrick al torneo Super Jr Tag Tournament con il nome di squadra "Chaos World Wrestling Warriors" perdendo al primo turno contro gli Apollo 55 ossia Prince Devitt e Ryusuke Taguchi .
Alla prima difesa del titolo perde contro Prince Devitt nell evento Power Struggle dell 11 novembre. Nell evento Wrestle Kingdom 7 in Tokyo Dome partecipa senza però vincere ad un match a 3 per il titolo contro Prince Devitt e Kota Ibushi.
Il giorno dopo non appare più tra i nomi del roster sul sito ufficiale della NJPW.

### Pro Wrestling Guerrilla (2007–2008, 2011)
Low Ki fa il suo debutto per la Pro Wrestling Guerrilla il 7 aprile 2007, battendo Davey Richards. Il 5 gennaio 2008, vince il PWG World Championship sconfiggendo in un match a sorpresa Bryan Danielson. Difende il titolo contro El Generico, ma dopo un mese è costretto a renderlo vacante a causa di un infortunio al ginocchio. Il 30 agosto 2008, ritorna all'assalto del titolo in un 4-Way Match che includeva Eddie Kingston, Necro Butcher e Chris Hero, il campione, che mantiene la cintura. Vince però la Battle of Los Angeles 2008, sconfiggendo Roderick Strong nelle eliminatorie, Masato Yoshino nei quarti di finale, Nigel McGuinness nelle semifinali e Chris Hero in un no-title match in finale.
Il 29 gennaio 2011, fa di nuovo il suo ritorno a WrestleReunion 5 weekend, sconfiggendo Davey Richards. Dopo aver sconfitto Akira Tozawa al 9 aprile, non riesce a vincere il titolo PWG nella seconda serata dell evento All Star Weekend 8 del 28 maggio 2011 poiché perde contro Claudio Castagnoli.

### WWE

#### Florida Championship Wrestling (2008-2010)
Low Ki combatte un Dark Match prima dei tapings di SmackDown il 7 novembre 2008, perdendo contro Primo. Dopo aver lottato un tryout match contro Trent Baretta, sottoscrive un contratto e viene mandato in Florida Championship Wrestling per allenarsi, dove assume il ring name di Kaval. Nel gennaio 2009, subisce un infortunio ad una gamba, che lo tiene fuori dalle scene fino ad ottobre. Il 24 novembre, sconfigge Paul Burchill e, l'8 dicembre, anche Goldust. Nel suo debutto ufficiale in FCW, sconfigge Bryan Danielson, anch'egli debuttante. Diventa primo sfidante al titolo FCW sconfiggendo Wade Barrett, Alberto Del Rio e Michael Tarver in un Fatal 4-Way Match, ma non riesce a vincere la cintura, perdendo contro Justin Gabriel. Il 15 luglio, tuttavia, insieme a Michael McGillicutty, sconfigge Hunico e Epico, conquistando gli FCW Florida Tag Team Championship. Perdono il titolo solamente il giorno seguente, contro gli ex campioni. Di lì a poco, Kaval lascia la FCW per trasferirsi in pianta stabile alla WWE.

#### NXT e SmackDown (2010)

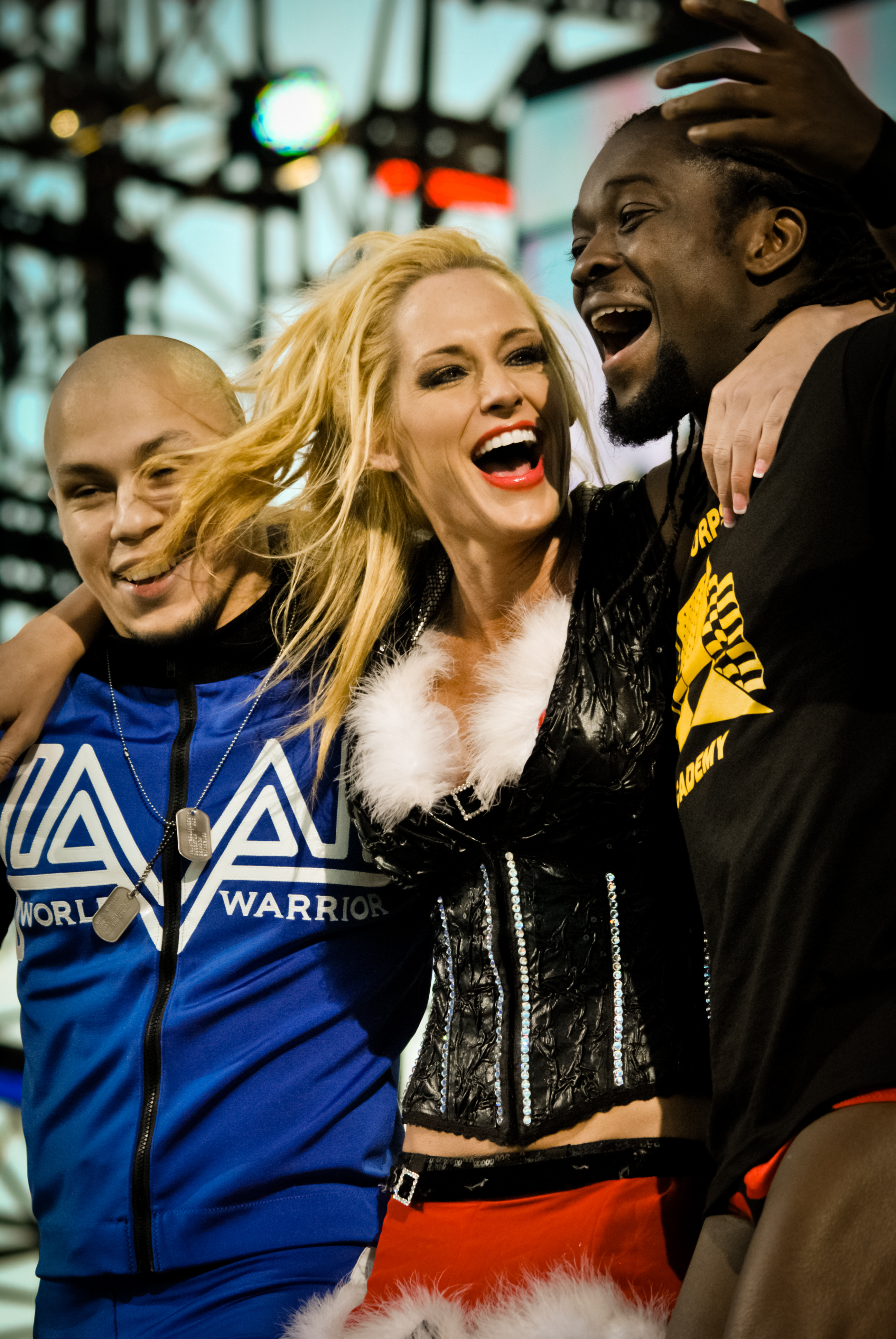
Kaval (sinistra) con Michelle McCool e Kofi Kingston al Tribute to the Troops 2010.

Il 1º giugno, viene annunciato che Kaval farà parte della seconda stagione di NXT con Michelle McCool e Layla come mentori. Debutta il 15 giugno, perdendo contro Alex Riley. La settimana seguente, viene sconfitto anche da Eli Cottonwood. Il 29 giugno, vince il suo primo match in WWE, facendo squadra con Michael McGillicutty e Lucky Cannon, battendo Alex Riley, Eli Cottonwood e Titus O'Neil, con Kaval che schiena Riley per vincere. Viene classificato primo nella Pro's Poll, la classifica del programma. Dopo quattro settimane, scivola in seconda posizione, in favore di McGillicutty. Il 9 agosto, fa il suo debutto a Raw, sempre in un 6-man tag team match, dove il team di Kaval perde quando egli stesso viene schienato da Husky Harris. Dopo il match, viene attaccato da Sheamus. La stessa settimana, ad NXT, il team di Kaval vince il rematch. Kaval andrà a vincere la seconda stagione di NXT, davanti a Michael McGillicutty e Alex Riley. Dopo la sua vittoria, viene attaccato dagli altri rookies.
In seguito alla sua vittoria, Kaval viene promosso a SmackDown, debuttando il 10 settembre, perdendo contro Drew McIntyre. Il 15 ottobre, resiste per cinque minuti sul ring con Big Show, guadagnandosi il diritto di partecipare allo SmackDown vs Raw 7 on 7 Elimination Match di Bragging Rights. Tuttavia, subito dopo il match, viene sfidato da Tyler Reks con il posto in palio, e un malconcio Kaval viene sconfitto facilmente, perdendo così il posto.
Il 22 novembre, sconfigge il campione Intercontinentale Dolph Ziggler, ottenendo la sua prima vittoria. Dopo il match, sfida Ziggler ad un match per il titolo Intercontinentale a Survivor Series, incassando il suo match titolato guadagnatosi con la vittoria ad NXT. Al PPV, disputa un buon match, ma viene sconfitto. Sconfiggerà Dolph Ziggler e Jack Swagger insieme a Kofi Kingston, ma verrà quasi sempre relegato a Superstars, perdendo contro Drew McIntyre. Il suo ultimo match lo disputa a SmackDown, il 20 dicembre, perdendo contro lo scozzese. Il 23 dicembre, chiede e ottiene il rilascio, in seguito al suo inadeguato utilizzo da parte della compagnia.

### Ritorno nel circuito indipendente (2012-presente)
Il 14 gennaio 2012, Low Ki fece il suo debutto nella Evolve a sorpresa, sconfiggendo Ahtu durante l'ultimo evento di wrestling organizzato nell'Asylum Arena. In seguito fu annunciato che Low Ki si era accordato per lottare a tempo pieno sia in Evolve che in Dragon Gate USA. Debuttò nella Dragon Gate battendo BxB Hulk il 27 gennaio. In seguito circolarono delle voci circa il suo possibile ritiro, ma poi approdò nella Right Coast Pro il 13 luglio 2013 sconfiggendo Billy Bax.
La AJPW annunciò che l'11 agosto 2013 sarebbe tornato nella federazione per partecipare al Ōdō tournament 2013. Vinse il primo match, ma perse il secondo contro Akebono e fu quindi eliminato dal torneo. Dopo quell'incontro non fece nessun altro match nella federazione giapponese.
Annunciò il suo ritiro dal pro wrestling il 14 ottobre 2013 perché la AJPW non lo pagarono per le spese mediche, al contrario di quello che diceva il contratto. Il 30 marzo 2014 la PWS annunciò che Low Ki avrebbe partecipato ad un evento a giugno. I giorni seguenti uscì la notizia che lotterà anche per degli eventi della Dragon Gate USA nell aprile 2014. Il 4 aprile nella Dragon Gate venne sconfitto da Trent.

### Ritorno a Impact (2017)
Nella puntata live del 20 aprile 2017 torna in TNA (da poco ribrandizzata Impact Wrestling) vincendo subito l'X Division Championship per la quinta volta. 
Perderà il titolo contro Sonjay Dutt e lascerà la federazione poco tempo dopo per divergenze con la Dirigenza.

### Major League Wrestling (2018-presente)
Nel 2018 debuttò nella rediviva Major League Wrestling vincendo l'MLW World Heavyweight Championship.

## Nel wrestling

### Mosse finali
- Warrior's Way (Diving Double Foot Stomp)
- Bite of the Dragon (Dragon Sleeper con Bodyscissors)
- Ki Krusher 99 (Fisherman Driver)
- Dragon Clutch (Grounded dragon sleeper)
- Warrior's Wrath (Diving double foot stomp to a tree of woe hung opponent)

### Manager
- Julius Smokes
- Hector Guerrero

### Soprannomi
- "The Warrior"
- "The World Warrior"

### Musiche d'ingresso
- The Realist Killaz (instrumental) di 2Pac feat. 50 Cent
- Fighter's Passion dei The Immortals
- Exploding Helmets di Jim Johnston (WWE)

## Titoli e riconoscimenti
East Coast Wrestling Association
- ECWA Tag Team Championship (2) - con American Dragon (1) - con Xavier (1)
- Super 8 Tournament (2001)
- ECWA Hall of Fame (classe del 2007)

Future of Wrestling
- FOW Heavyweight Championship (1)

Future Wrestling Alliance
- FWA Heavyweight Championship (1)

Impact Championship Wrestling
- ICW Championship (1)

Independent Wrestling Association Mid-South
- Ted Petty Invitational (2006)

International Wrestling Cartel
- IWC Super Indy Championship (1)

Jersey Championship Wrestling
- JCW Championship (1)
- JCW Tag Team Championship (1) - con Mafia

Long Island Wrestling Federation
- LIWF Light Heavyweight Championship (1)

Premiere Wrestling Federation
- PWF Heavyweight Championship (1)

USA Pro Wrestling
- USA Pro Tag Team Championship (1) - con Xavier

World Xtreme Wrestling
- WXW Cruiserweight Championship (1)

Major League Wrestling 
- MLW World Heavyweight Championship (1)

Millennium Wrestling Federation
- MWF Heavyweight Championship (1)

Jersey All Pro Wrestling
- JAPW Heavyweight Championship (3)
- JAPW Light Heavyweight Championship (1)

New Japan Pro-Wrestling
- IWGP Junior Heavyweight Championship (3)

Pro Wrestling ZERO1
- Pro Wrestling National Lightweight Tag Team Championship (1) - con Brian Kendrick
- Zero1 International Junior Heavyweight Championship (1)

Pro Wrestling Guerrilla
- PWG World Championship (1)
- Battle of Los Angeles (2008)

Ring of Honor
- ROH World Championship (1)

Florida Championship Wrestling
- FCW Florida Tag Team Championship (1) - con Michael McGillicutty

Pro Wrestling Illustrated
- 26º tra i 500 migliori wrestler singoli nella PWI 500 (2003)

Total Nonstop Action Wrestling
- TNA X Division Championship (5)
- NWA-TNA Tag Team Championship (3) - con i Triple X

WWE
- NXT (stagione 2)